# منطقة شمال نازلو الريفية
منطقة شمال نازلو الريفية (بالفارسية: دهستان نازلو شمالي) هي أحد المناطق الريفية التابعة لناحية نازلو، مقاطعة أرومية، محافظة أذربيجان الغربية، إيران، وأكبر قراها هي خانقاه سرخ. تضم 62 قرية، ويبلغ عدد سكانها 15316 نسمة حسب إحصاء 2016.